# Canal Pereira Barreto

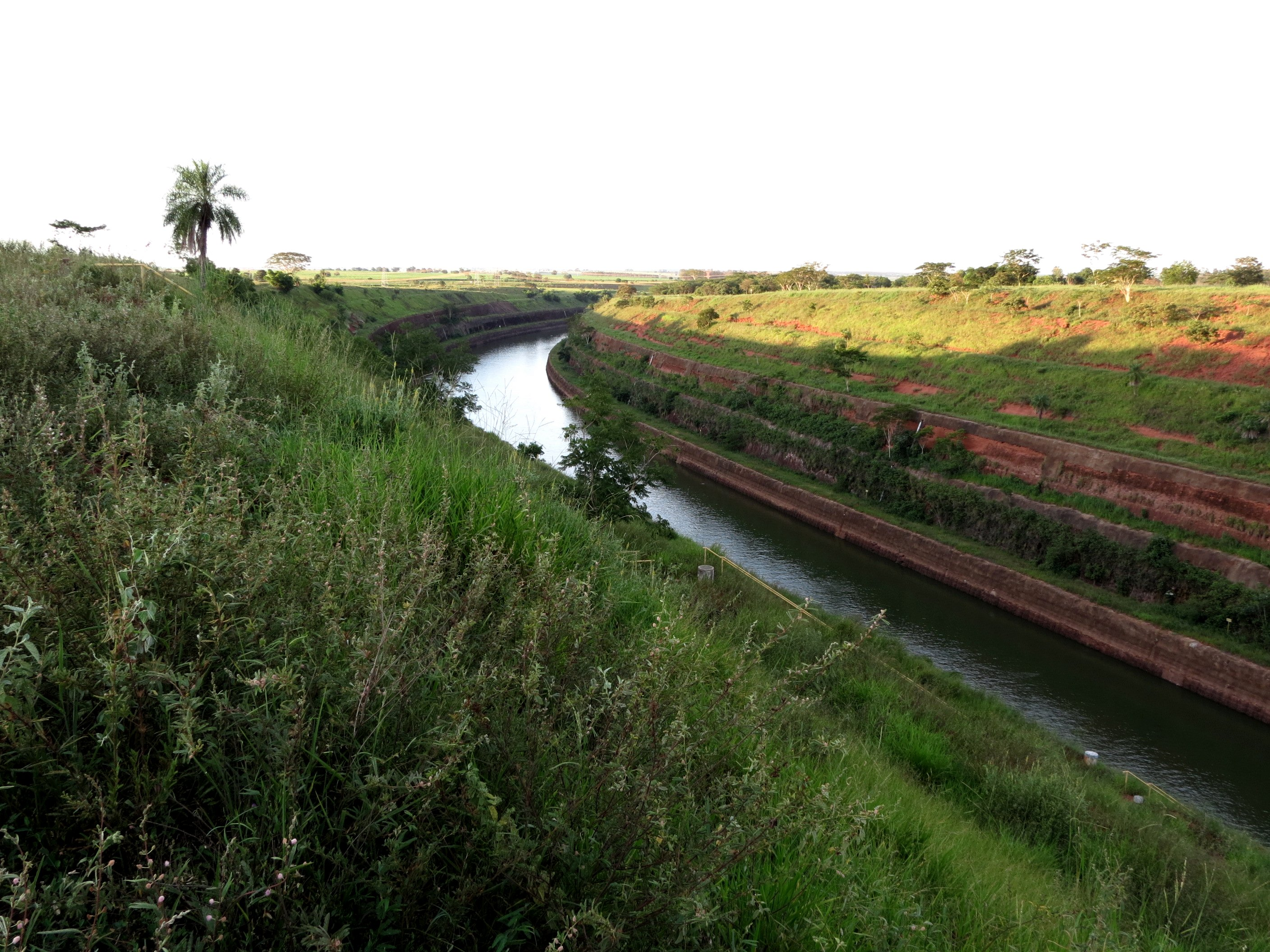
Vista parcial del canal artificial de Pereira Barreto.

El Canal Pereira Barreto, situado próximo a la ciudad homónima, en el estado de São Paulo, Brasil, es un canal navegable de 9.600 metros de longitud que vincula el embalse de la represa de Três Irmãos , sobre el río Tieté, con el río São José dos Dourados, afluente del Paraná que confluye con este en el embalse de la represa de Ilha Solteira.
El canal facilita la producción energética integrada entre las 2 central hidroeléctricas y la navegación entre la Hidrovía Paraná-Tieté y el río Paranaíba, hasta el puerto de São Simão, en Goiás.
- Datos: Q2935943
- Multimedia: Canal de Pereira Barreto / Q2935943